# Lymanopoda galactea
Lymanopoda galactea är en fjärilsart som beskrevs av Otto Staudinger 1897. Lymanopoda galactea ingår i släktet Lymanopoda och familjen praktfjärilar. Inga underarter finns listade i Catalogue of Life.